# ولفگانگ ریدلر
ولفگانگ ریدلر (آلمانی: Wolfgang Rindler؛ زاده ۱۸ مهٔ ۱۹۲۴) یک فیزیک‌دان اهل ایالات متحده آمریکا است.